# 1590년대
1590년대는 1590년부터 1599년까지를 가리킨다.

## 사건과 동향
- 1592년 - 임진왜란 발발.
- 1597년 - 정유재란 발발.